# Dornburg-Camburg
Dornburg-Camburg è una città di 5 252 abitanti della Turingia, in Germania.
Appartiene al circondario della Saale-Holzland (targa SHK) ed è parte della comunità amministrativa (Verwaltungsgemeinschaft) di Dornburg-Camburg.

## Storia
La città di Dornburg-Camburg venne creata il 1º dicembre 2008 dalla fusione delle città di Camburg e Dornburg/Saale con il comune di Dorndorf-Steudnitz.

## Geografia antropica

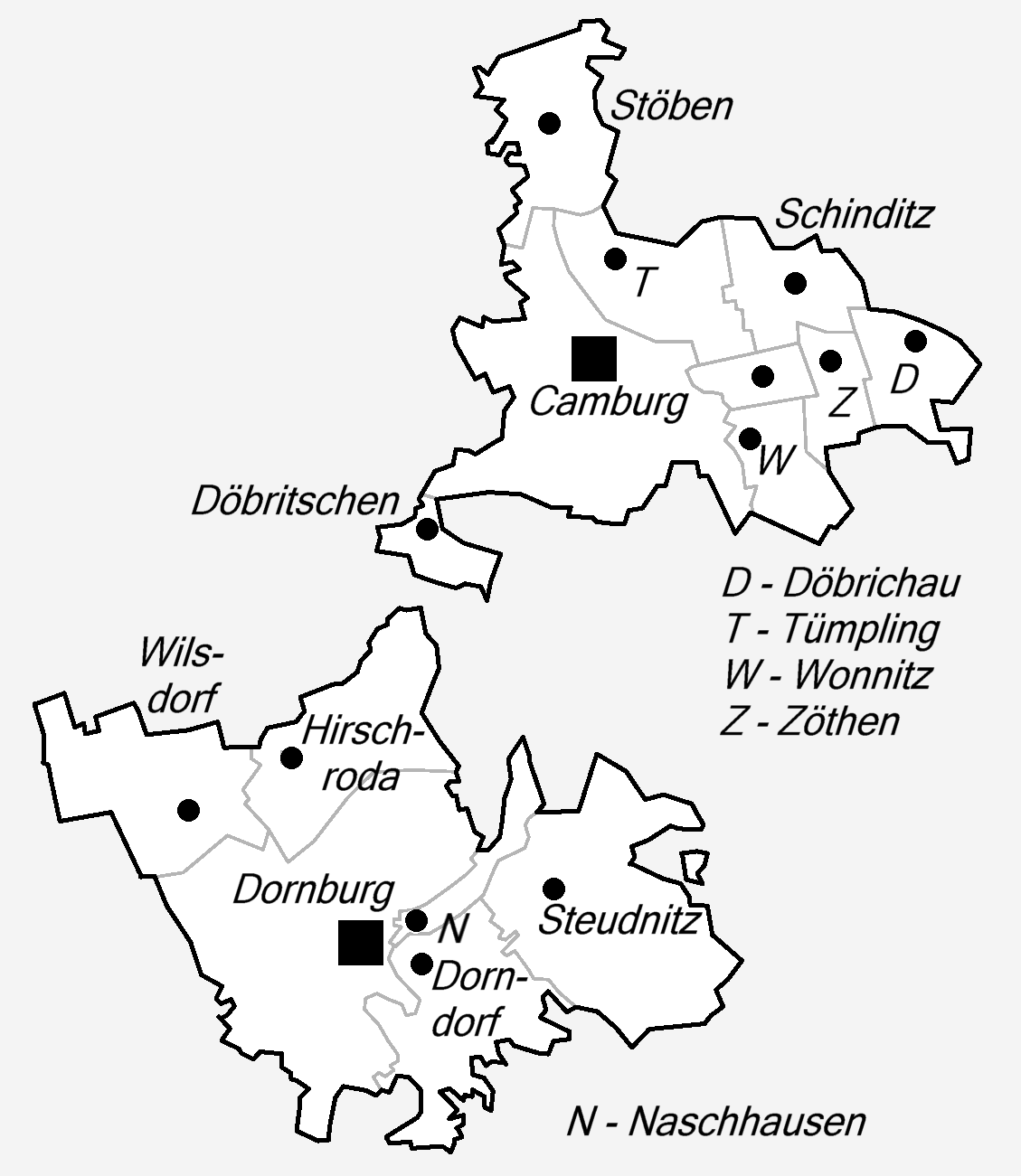
Mappa delle frazioni che compongono la città di Dornburg-Camburg

La città di Dornburg-Camburg è suddivisa nelle frazioni di Camburg, Döbrichau, Döbritschen, Dornburg, Dorndorf-Steudnitz, Hirschroda, Posewitz, Schinditz, Stöben, Tümpling, Wilsdorf, Wonnitz e Zöthen.